# Eßleben-Teutleben
Eßleben-Teutleben là một đô thị thuộc huyện Sömmerda trong bang Thüringen, nước Đức. Đô thị này có diện tích 7,65 km², dân số thời điểm 31 tháng 12 năm 2006 là 361 người.